# Bờm ngựa

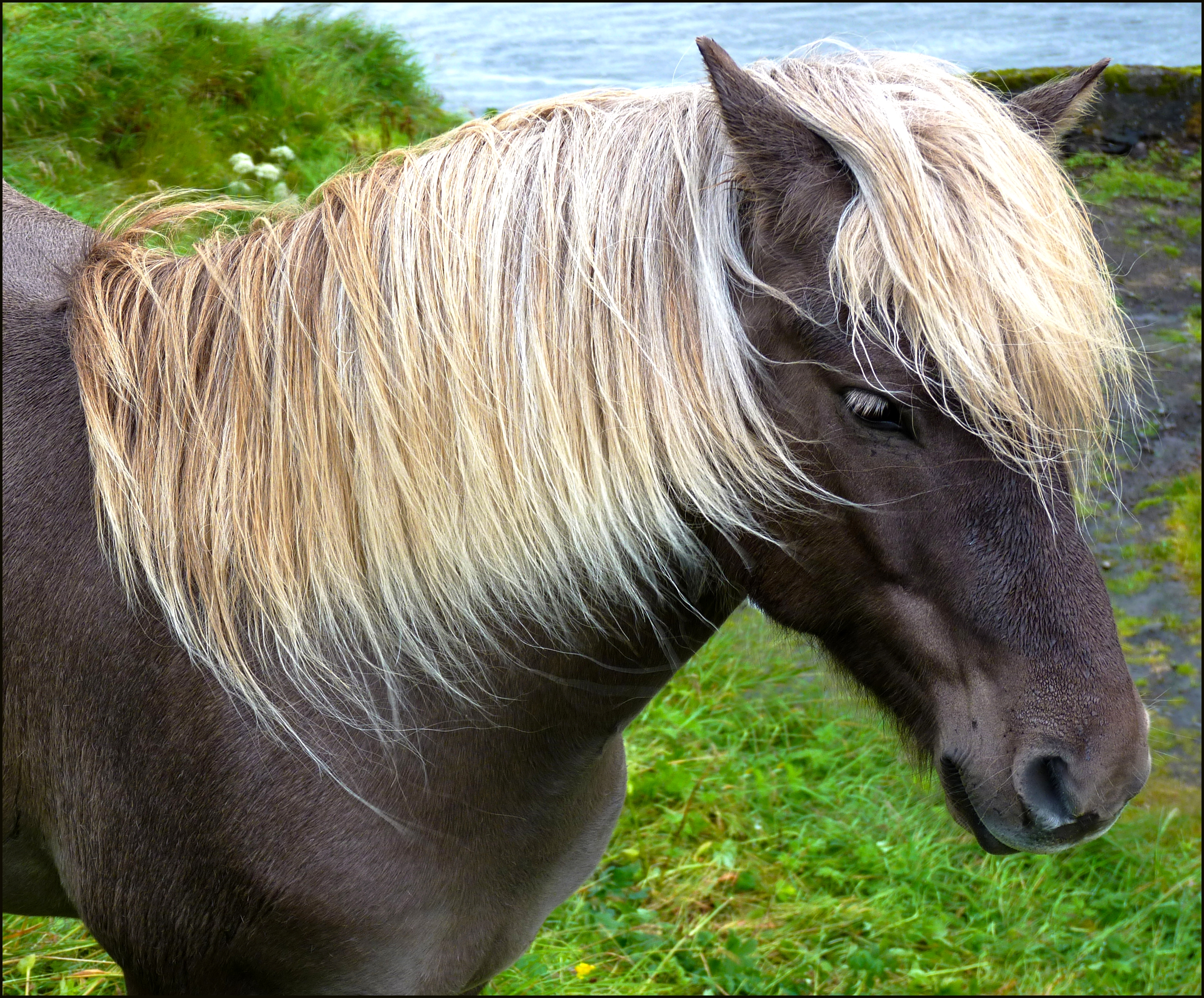
Lông bờm trắng bạc của con ngựa

Ở ngựa và nhiều loài khác trong họ Ngựa, bờm là lớp lông dài mọc từ đỉnh đầu xuống tới vai. Lông vùng này dày và thô hơn so với lông cơ thể, có tác dụng bảo vệ phần cổ của con vật. Yếu tố di truyền đóng vai trò quan trọng trong việc phát triển của bờm, khiến cho bờm của mỗi giống ngựa có độ dài ngắn khác nhau.
Một số con ngựa được nuôi bờm dài tới đầu gối để làm xiếc hoặc trình diễn. Những con khác lại có bờm tỉa hoặc cạo sạch tuỳ mục đích sử dụng. Thông thường nếu để tự nhiên, bờm sẽ không dài xuống quá cổ do rụng lông và va chạm trong quá trình sống.
Bờm được cho là có tác dụng giữ ấm cổ, cũng như khiến nước chảy xuống nhanh hơn khi gặp trời mưa. Nó có khả năng bao phủ da và hạn chế ruồi muỗi, kết hợp với đuôi để xua đuổi.
Mỗi giống ngựa có một kiểu bờm khác nhau, ngựa Appaloosa thường có bờm thưa và mỏng, trong khi giống Andalusia có bờm dài và cong. Ngựa giống lùn và ngựa kéo thường có bờm dày. Các loài khác như lừa lại có lông thưa và mỏng. Bờm có thể giống hoặc khác màu với lông cơ thể. Ngựa Fjord có bờm đan xem hai màu bạc và đen, các kiểu cắt bờm vì vậy đã được sáng tạo ra để làm nổi bật đặc tính độc đáo này.

## Hình ảnh

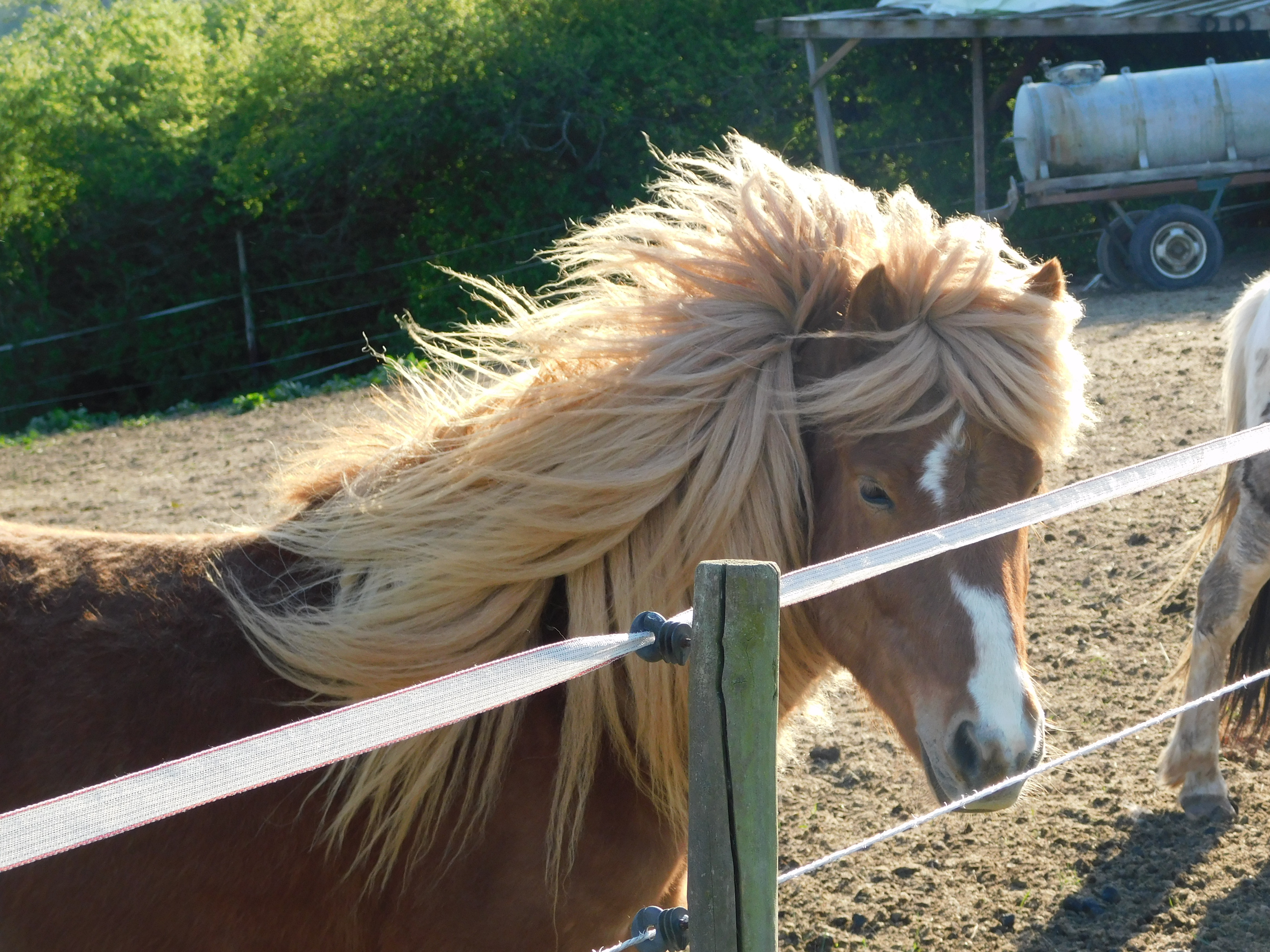
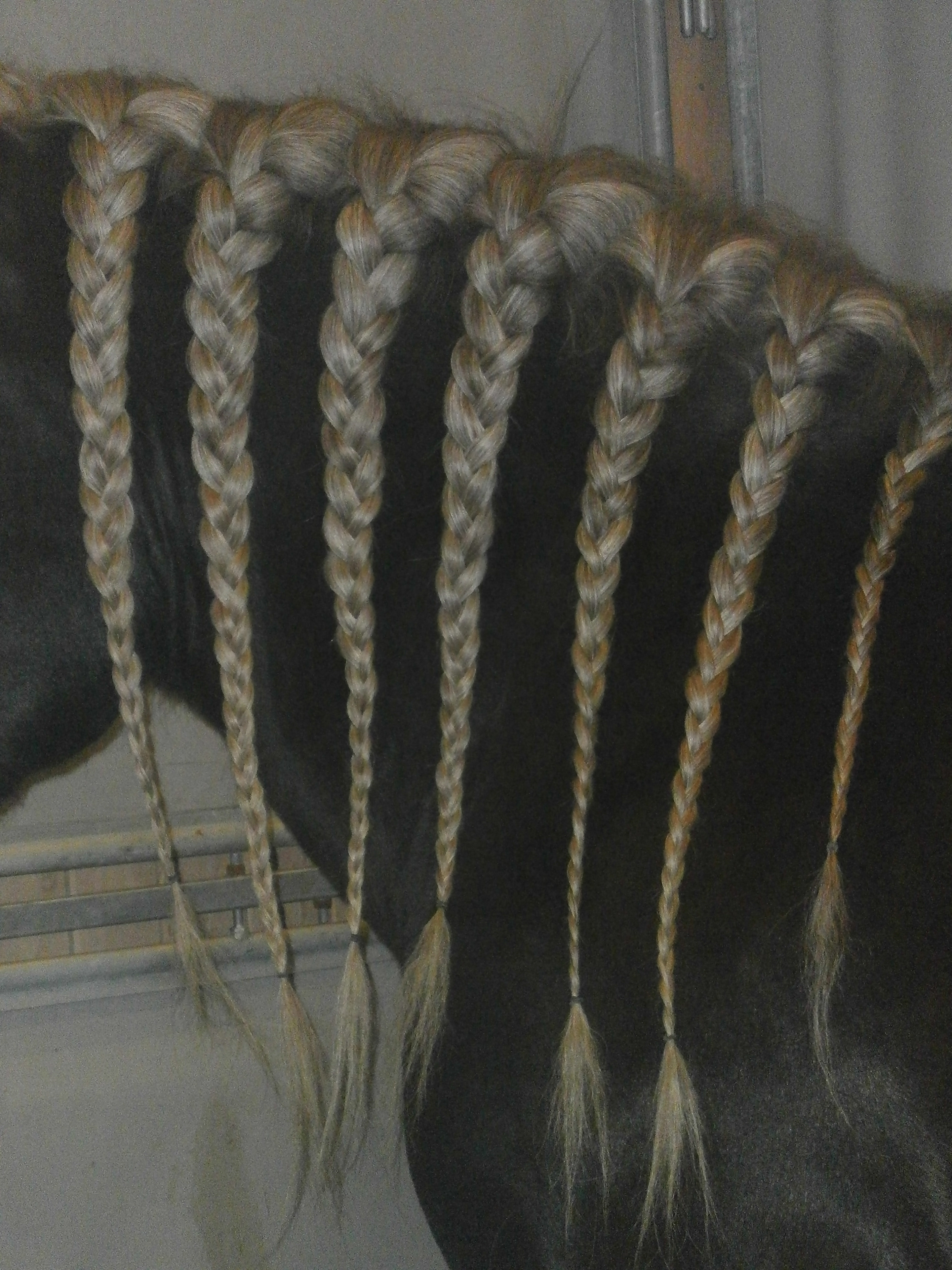
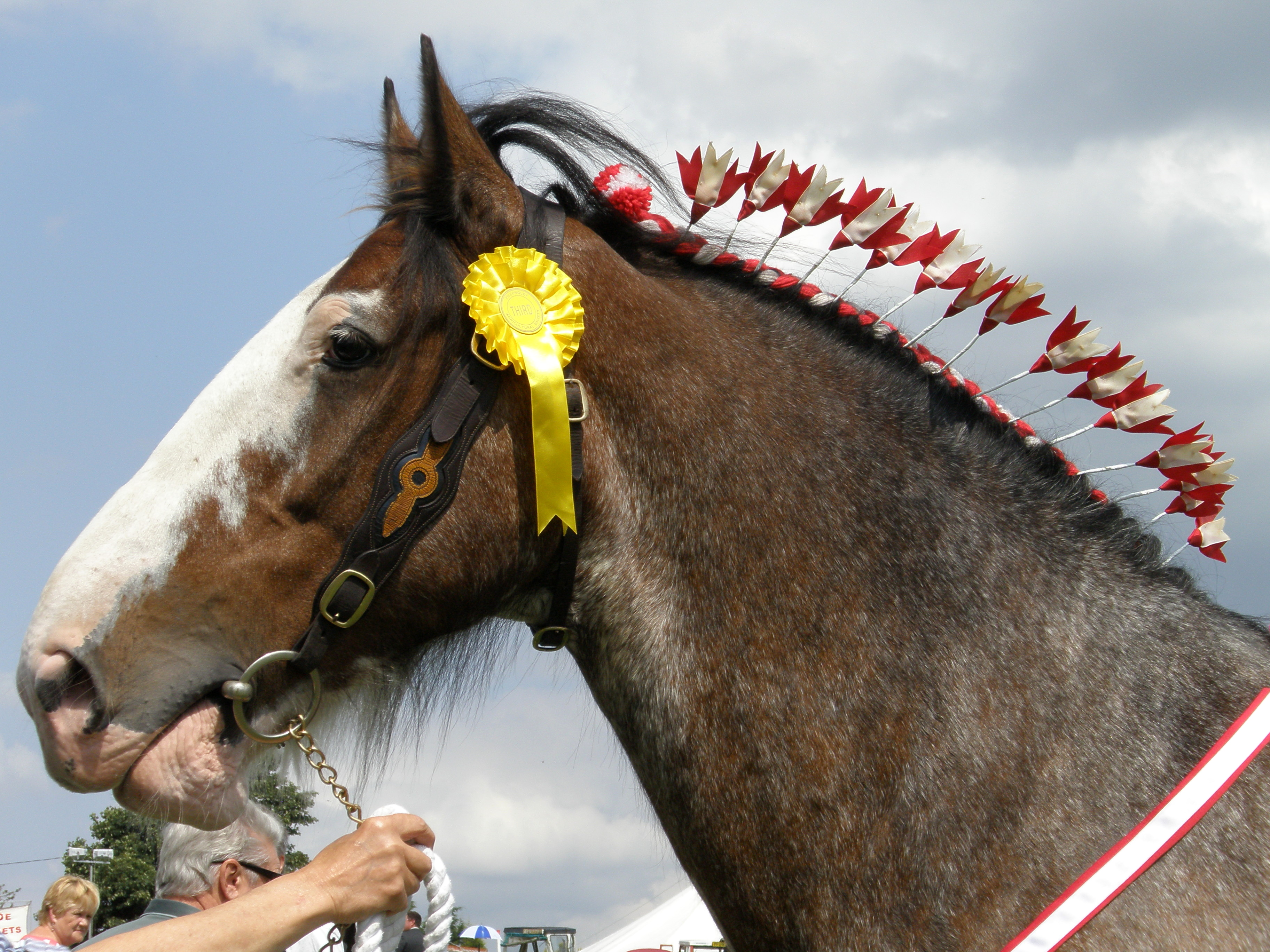